# Micheln
Micheln ist ein Ortsteil der gleichnamigen Ortschaft der Gemeinde Osternienburger Land im Landkreis Anhalt-Bitterfeld in Sachsen-Anhalt, Deutschland.

## Geografie
Die Ortschaft Micheln bildet sich durch die Ortsteile Klietzen, Micheln und Trebbichau.

## Geschichte
Am 30. September 1928 wurde der Gutsbezirk Klietzen mit der Landgemeinde Micheln vereinigt und somit zum Ortsteil der Gemeinde.
Am 20. Juli 1950 wurde die bis dahin eigenständige Gemeinde Trebbichau bei Wulfen nach Micheln eingemeindet. Der Ortsteil Trebbichau wurde erstmals 1484 erwähnt.
Micheln wurde am 23. Juni 2004 durch einen Tornado der Stärke F3 mit Windgeschwindigkeiten bis etwa 300 km/h auf einer Breite von 200 m stark zerstört. 70 % der 250 Gebäude im Ort trugen zum Teil massive Schäden davon. Auch in Trebbichau gab es starke Schäden. Obwohl der Tornado zu den stärksten Tornados der letzten 30 Jahre gehört, kamen keine Menschen um.
Am 1. Januar 2010 schlossen sich die bis dahin selbstständigen Gemeinden Micheln, Chörau, Diebzig, Dornbock, Drosa, Elsnigk, Großpaschleben, Kleinpaschleben, Libbesdorf, Zabitz, Osternienburg, Reppichau, Trinum und Wulfen zur Einheitsgemeinde Osternienburger Land zusammen. Gleichzeitig wurde die Verwaltungsgemeinschaft Osternienburg, zu der diese Gemeinden gehörten, aufgelöst.

## Religion
Die evangelische Kirche in Micheln gehört zum Kirchgemeindeverband Aken im Kirchenkreis Egeln, der zum Propstsprengel Stendal-Magdeburg der Evangelischen Kirche in Mitteldeutschland gehört. Die evangelische Kirchengemeinde Trebbichau hingegen gehört zum Pfarramt Osternienburg im Kirchenkreis Köthen der Evangelischen Landeskirche Anhalts.
Die wenigen Katholiken in Micheln, Klietzen und Trebbichau gehören zur Pfarrei St. Maria in Köthen, deren nächste Filialkirche die Herz-Jesu-Kirche in Osternienburg ist.

## Politik

### Ortschaftsrat
Als Ortschaft der Einheitsgemeinde Osternienburger Land übernimmt ein so genannter Ortschaftsrat die Wahrnehmung der speziellen Interessen des Ortes innerhalb bzw. gegenüber den Gemeindegremien. Er wird aus fünf Mitgliedern gebildet.

### Bürgermeister
Als weiteres ortsgebundenes Organ fungiert der Ortsbürgermeister, dieses Amt wird zurzeit von Manfred Hildebrandt wahrgenommen.

### Wappen
Blasonierung: „Geviert von Gold und Blau; Feld 1 und 4: eine blaue Grubenlampe mit goldener Flamme, Feld 2 und 3: gekreuzt eine goldene Ähre und Sichel.“
Das Wappen wurde vom Magdeburger Kommunalheraldiker Jörg Mantzsch gestaltet.

### Flagge
Die Flagge ist blau - gelb gestreift (Hissflagge: Streifen senkrecht verlaufend, Querflagge: Streifen waagerecht verlaufend) und das Wappen ist mittig auf die Flagge aufgelegt.

## Gedenkstätte
Grabstätte auf dem Kirchfriedhof des Ortsteiles Trebbichau für einen namentlich bekannten Polen, der während des Zweiten Weltkrieges nach Deutschland verschleppt und ein Opfer von Zwangsarbeit wurde.

## Verkehr
Mit der Bahnstrecke Köthen–Aken bestand bis 2007 über den Bahnhof Trebbichau eine Verbindung nach Köthen und Aken.